# 브라보! 재즈 라이프
"브라보! 재즈 라이프"(Bravo! Jazz Life)는 한국에서 제작된 남무성 감독의 2010년 다큐멘터리 영화이다. 쿠바의 음악인들을 조명했던 부에나비스타소셜클럽과 비슷한 플롯으로 잊혀져간 한국의 재즈연주자들을 찾아나선다. 다음 세대 뮤지션들이 헌정음반을 만들고 선배들과 함께 공연에 이르는 실화 줄거리. 영화음악은 한국대중음악상 최우수영화음악상을 받았으며 제천국제음악영화제에 본선경쟁작으로 선정되었다. 재즈인들의 끈끈한 인간애를 잔잔한 감동으로 그려낸 수작이다.

## 출연

### 주연
- 강대관
- 이판근
- 조상국
- 류복성
- 김수열
- 이동기
- 김준
- 박성연
- 최선배
- 강태환
- 신관웅
- 임헌수

### 조연
- 이정식
- 웅산
- 이주한
- 전성식
- 배장은
- 이한진
- 김예중
- 조윤성
- 이발차
- 노상현
- 박재천
- 미연
- 정태호

## 기타
- 동시녹음: 김창훈
- 촬영B팀: 지윤정